# Брезовљани (Србац)
Брезовљани су насељено мјесто у општини Србац, Република Српска, БиХ. Према попису становништва из 1991. у насељу је живјело 292 становника.

## Становништво
| Демографија | Демографија | Демографија |
| Година      | Становника  | Становника  |
| ----------- | ----------- | ----------- |
| 1948.       | 487         |             |
| 1953.       | 479         |             |
| 1961.       | 399         |             |
| 1971.       | 352         |             |
| 1981.       | 339         |             |
| 1991.       | 291         |             |
| 1993.       | 341         |             |